# Radaljica
Radaljica (szerbül: Радаљица), település Szerbiában, a Raškai körzet Novi Pazar községében.

## Népesség
- 1948-ban 444 lakosa volt.
- 1953-ban 471 lakosa volt.
- 1961-ben 484 lakosa volt.
- 1971-ben 473 lakosa volt.
- 1981-ben 338 lakosa volt.
- 1991-ben 228 lakosa volt.
- 2002-ben 152 lakosa volt, akik közül 151 szerb (99,34%) és 1 nem nyilatkozott.